# Sunil Kumar
Sunil Kumar (Sonipat, 29 settembre 1999) è un lottatore indiano, specializzato nella lotta greco romana.

## Palmarès
- Campionati asiatici

Xi'An 2019: argento negli 87 kg.
New Delhi 2020: oro negli 87 kg.
Ulaanbaatar 2022: bronzo negli 87 kg.
- Campionati del Commonwealth

Brapkan 2017: oro negli 87 kg.